# Vila orhideja (1988.)
Vila orhideja, hrvatski dugometražni film iz 1988. godine.